# Qatar Ladies Open 2021 - Qualificazioni singolare
Le qualificazioni del singolare dell'Qatar Ladies Open 2021 sono un torneo di tennis preliminare per accedere alla fase finale della manifestazione. I vincitori dell'ultimo turno sono entrati di diritto nel tabellone principale. In caso di ritiro di uno o più giocatori aventi diritto a questi sono subentrati i Lucky loser, ossia i giocatori che hanno perso nell'ultimo turno ma che avevano una classifica più alta rispetto agli altri partecipanti che avevano comunque perso nel turno finale.

## Teste di serie
1. Jessica Pegula (qualificata)
2. Laura Siegemund (qualificata)
3. Patricia Maria Țig (primo turno)
4. Barbora Krejčíková (secondo turno)

1. Kateřina Siniaková (secondo turno)
2. Anna Blinkova (qualificata)
3. Kristýna Plíšková (qualificata)
4. Misaki Doi (ultimo turno)

## Qualificate
1. Jessica Pegula
2. Laura Siegemund

1. Anna Blinkova
2. Kristýna Plíšková

## Tabellone

### Legenda
| - Q = Qualificato - WC = Wild card - LL = Lucky loser | - ALT = Alternate - SE = Special Exempt - PR = Protected Ranking | - w/o = Walkover - r = Ritirato - d = Squalificato |

### Sezione 1
|  | Primo turno      | Primo turno         | Primo turno         | Primo turno | Primo turno |  |  | Secondo turno | Secondo turno       | Secondo turno | Secondo turno | Secondo turno |   |   | Ultimo turno | Ultimo turno   | Ultimo turno   | Ultimo turno | Ultimo turno |  |
|  |                  |                     |                     |             |             |  |  |               |                     |               |               |               |   |   |              |                |                |              |              |  |
|  | 1                | Jessica Pegula      | Jessica Pegula      | 6           | 6           |  |  |               |                     |               |               |               |   |   |              |                |                |              |              |  |
|  |                  | Gabriela Dabrowski  | Gabriela Dabrowski  | 0           | 1           |  |  | 1             | Jessica Pegula      | 6             | 63            | 7             |   |   |              |                |                |              |              |  |
|  | PR               | Liang En-shuo       | Liang En-shuo       | 2           | 4           |  |  | PR            | Anastasija Potapova | 2             | 7             | 6             |   |   |              |                |                |              |              |  |
|  | PR               | Anastasija Potapova | Anastasija Potapova | 6           | 6           |  |  |               |                     |               |               |               |   |   | 1            | Jessica Pegula | Jessica Pegula | 6            | 6            |  |
|  | Mirjam Björklund | Mirjam Björklund    | Mirjam Björklund    | 6           | 6           |  |  |               |                     | 8             | Misaki Doi    | Misaki Doi    | 2 | 2 |              |                |                |              |              |  |
|  | Lucie Hradecká   | Lucie Hradecká      | Lucie Hradecká      | 2           | 4           |  |  |               | Mirjam Björklund    | 6             | 1             | 1             |   |   |              |                |                |              |              |  |
|  |                  | Angelina Gabueva    | Angelina Gabueva    | 1           | 0           |  |  | 8             | Misaki Doi          | 3             | 6             | 6             |   |   |              |                |                |              |              |  |
|  | 8                | Misaki Doi          | Misaki Doi          | 6           | 6           |  |  |               |                     |               |               |               |   |   |              |                |                |              |              |  |

### Sezione 2
|  | Primo turno   | Primo turno         | Primo turno         | Primo turno | Primo turno |  |  | Secondo turno | Secondo turno       | Secondo turno       | Secondo turno | Secondo turno |    |   | Ultimo turno | Ultimo turno    | Ultimo turno    | Ultimo turno | Ultimo turno |  |
|  |               |                     |                     |             |             |  |  |               |                     |                     |               |               |    |   |              |                 |                 |              |              |  |
|  | 2             | Laura Siegemund     | Laura Siegemund     | 6           | 6           |  |  |               |                     |                     |               |               |    |   |              |                 |                 |              |              |  |
|  |               | Andreja Klepač      | Andreja Klepač      | 4           | 0           |  |  | 2             | Laura Siegemund     | Laura Siegemund     | 6             | 6             |    |   |              |                 |                 |              |              |  |
|  | WC            | Inès Ibbou          | Inès Ibbou          | 5           | 3           |  |  |               | Elena-Gabriela Ruse | Elena-Gabriela Ruse | 2             | 2             |    |   |              |                 |                 |              |              |  |
|  |               | Elena-Gabriela Ruse | Elena-Gabriela Ruse | 7           | 6           |  |  |               |                     |                     |               |               |    |   | 2            | Laura Siegemund | Laura Siegemund | 7            | 6            |  |
|  | Lesja Curenko | Lesja Curenko       | Lesja Curenko       | 6           | 6           |  |  |               |                     |                     | Lesja Curenko | Lesja Curenko | 64 | 4 |              |                 |                 |              |              |  |
|  | Gabriela Cé   | Gabriela Cé         | Gabriela Cé         | 1           | 1           |  |  |               | Lesja Curenko       | Lesja Curenko       | 6             | 6             |    |   |              |                 |                 |              |              |  |
|  |               | Monica Niculescu    | 2                   | 6           | 0           |  |  | 5             | Kateřina Siniaková  | Kateřina Siniaková  | 3             | 2             |    |   |              |                 |                 |              |              |  |
|  | 5             | Kateřina Siniaková  | 6                   | 4           | 6           |  |  |               |                     |                     |               |               |    |   |              |                 |                 |              |              |  |

### Sezione 3
|  | Primo turno | Primo turno           | Primo turno           | Primo turno | Primo turno |  |  | Secondo turno | Secondo turno         | Secondo turno         | Secondo turno | Secondo turno |   |   | Ultimo turno | Ultimo turno          | Ultimo turno          | Ultimo turno | Ultimo turno |  |
|  |             |                       |                       |             |             |  |  |               |                       |                       |               |               |   |   |              |                       |                       |              |              |  |
|  | 3           | Patricia Maria Țig    | Patricia Maria Țig    | 3           | 2           |  |  |               |                       |                       |               |               |   |   |              |                       |                       |              |              |  |
|  |             | Bethanie Mattek-Sands | Bethanie Mattek-Sands | 6           | 6           |  |  |               | Bethanie Mattek-Sands | Bethanie Mattek-Sands | 6             | 7             |   |   |              |                       |                       |              |              |  |
|  | PR          | Jaroslava Švedova     | Jaroslava Švedova     | 6           | 6           |  |  | PR            | Jaroslava Švedova     | Jaroslava Švedova     | 2             | 5             |   |   |              |                       |                       |              |              |  |
|  | PR          | Akgul Amanmuradova    | Akgul Amanmuradova    | 3           | 0           |  |  |               |                       |                       |               |               |   |   |              | Bethanie Mattek-Sands | Bethanie Mattek-Sands | 2            | 2            |  |
|  | WC          | Mubaraka Al-Naimi     | Mubaraka Al-Naimi     | 0           | 1           |  |  |               |                       | 6                     | Anna Blinkova | Anna Blinkova | 6 | 6 |              |                       |                       |              |              |  |
|  |             | Ena Shibahara         | Ena Shibahara         | 6           | 6           |  |  |               | Ena Shibahara         | 4                     | 6             | 2             |   |   |              |                       |                       |              |              |  |
|  |             | Lesley Kerkhove       | Lesley Kerkhove       | 3           | 62          |  |  | 6             | Anna Blinkova         | 6                     | 3             | 6             |   |   |              |                       |                       |              |              |  |
|  | 6           | Anna Blinkova         | Anna Blinkova         | 6           | 7           |  |  |               |                       |                       |               |               |   |   |              |                       |                       |              |              |  |

### Sezione 4
|  | Primo turno      | Primo turno        | Primo turno        | Primo turno | Primo turno |  |  | Secondo turno | Secondo turno      | Secondo turno      | Secondo turno     | Secondo turno     |   |   | Ultimo turno | Ultimo turno   | Ultimo turno   | Ultimo turno | Ultimo turno |  |
|  |                  |                    |                    |             |             |  |  |               |                    |                    |                   |                   |   |   |              |                |                |              |              |  |
|  | 4                | Barbora Krejčíková | Barbora Krejčíková | 7           | 6           |  |  |               |                    |                    |                   |                   |   |   |              |                |                |              |              |  |
|  |                  | Martina Trevisan   | Martina Trevisan   | 5           | 4           |  |  | 4             | Barbora Krejčíková | Barbora Krejčíková | 3                 | 5                 |   |   |              |                |                |              |              |  |
|  | Cristina Bucșa   | Cristina Bucșa     | Cristina Bucșa     | 6           | 6           |  |  |               | Cristina Bucșa     | Cristina Bucșa     | 6                 | 7                 |   |   |              |                |                |              |              |  |
|  | Martina Caregaro | Martina Caregaro   | Martina Caregaro   | 1           | 2           |  |  |               |                    |                    |                   |                   |   |   |              | Cristina Bucșa | Cristina Bucșa | 2            | 2            |  |
|  | PR               | Zhu Lin            | 7                  | 5           | 6           |  |  |               |                    | 7                  | Kristýna Plíšková | Kristýna Plíšková | 6 | 6 |              |                |                |              |              |  |
|  |                  | Jesika Malečková   | 5                  | 7           | 4           |  |  | PR            | Zhu Lin            | Zhu Lin            | 2                 | 1                 |   |   |              |                |                |              |              |  |
|  |                  | Darija Jurak       | Darija Jurak       | 4           | 2           |  |  | 7             | Kristýna Plíšková  | Kristýna Plíšková  | 6                 | 6                 |   |   |              |                |                |              |              |  |
|  | 7                | Kristýna Plíšková  | Kristýna Plíšková  | 6           | 6           |  |  |               |                    |                    |                   |                   |   |   |              |                |                |              |              |  |